# Semën Dmitriev
Semën Dmitriev (in russo Семен Дмитриев?; Sosnovyj Bor, 14 gennaio 1994) è un pallavolista russo, schiacciatore della Dinamo Mosca.

## Carriera
La carriera di Semën Dmitriev inizia nelle diverse selezioni giovanili dello Zenit-Kazan, lo Zenit-UOR e l'Akademija; nella stagione 2014-15 viene aggregato saltuariamente alla prima squadra e vince la Coppa di Russia; nel campionato successivo passa all'Orenburž'e, sempre nel massimo campionato russo, mentre nell'annata 2016-17 scende in Vysšaja Liga A, disputando la seconda divisione nazionale con il MGTU Mosca, prima di trasferirsi allo Jaroslavič, nuovamente in Superliga, per la stagione 2017-18, e quindi al Kuzbass in quella successiva, conclusasi con la vittoria del campionato.
A partire dall'annata 2019-20 indossa invece la casacca della Dinamo Mosca, con la quale si aggiudica la Coppa di Russia 2020.

## Palmarès
- Coppa di Russia: 1

2014, 2020